# Olténie
Entités précédentes :
- Ducs roumains vassaux de la Hongrie : Farcaș, Gilort, Ioan, Litovoi...

Entités suivantes :
- Roumanie

L’Olténie (en roumain : Oltenia) ou Petite Valachie (traduction de l'allemand Kleine-Walachei) est une région historique européenne et roumaine du sud-ouest de la Roumanie.

## Géographie
L'Olténie est délimitée par les Alpes de Transylvanie au nord, par la rivière Olt à l'est et par le Danube au sud et à l'ouest.
Elle n’a pas d'existence administrative, mais fait partie de la région de développement Sud-Ouest de la Roumanie. Trois județe s'y trouvent inclus (Dolj, Gorj et Mehedinți) et deux autres s'y trouvent en partie (Olt et Vâlcea).
Les plus grandes villes d'Olténie sont : Craiova (capitale traditionnelle de la région et capitale de la région de développement Sud-Ouest), Târgu Jiu, Râmnicu Vâlcea et Turnu-Severin.

## Histoire
Au XIIIe siècle, l'Olténie faisait partie, avec le Timiș, du « Banat de Severin », un duché peuplé de Valaques dont la capitale était Turnu-Severin et qui était disputé entre le royaume de Hongrie au nord, le tsarat bulgare de Vidin au sud et les Coumans à l'est. Le diplôme accordé par le roi de Hongrie Bela IV le 2 juin 1247 aux chevaliers de Saint-Jean mentionne qu'il y avait sur l'actuel territoire de l'Olténie, avant qu'elle n'apparaisse sous ce nom, quatre comtés : le canesats de Ioan et de Farcaș, les voïvodats de Seneslau et de Litovoi. Ils constituaient un glacis pour lutter contre les invasions des Mongols et des Tatars. L'implantation des chevaliers de Saint-Jean fut un échec et le processus d'unification des comtés au sud des Carpates fut accéléré par la menace d'une mainmise hongroise ou bulgare directe. Litovoi et son frère Bărbat luttent en 1277 contre les troupes hongroises ; Litovoi meurt et Bărbat, fait prisonnier, doit verser une rançon. Leurs successeurs reprendront la lutte pour l'indépendance.
C'est finalement le voïvode Basarab Ier d'Argeș qui, en 1328 mène une campagne victorieuse contre les Tatars au nord des bouches du Danube et étend ainsi sa domination sur le delta du Danube et les rivages de la mer Noire, puis, profitant des luttes internes pour le trône en Hongrie et entre les tzarats bulgares, se rend seul maître de la Principauté de Valachie, alors appelée « Bessarabie ». Basarab Ier refuse de reconnaître la suzeraineté du roi de Hongrie Charles Robert d'Anjou, qui entreprend une expédition punitive. Un combat se déroule du 9 au 12 novembre 1330, à Posada. L'emplacement de cette bataille est discuté, car il y avait plusieurs posade : si c'est celle du défilé de l'Olt, il se situe en Olténie. Basarab y écrase l'armée de Charles Robert d'Anjou, qui n'évite d'être pris en otage qu'en se déguisant en palefrenier, et doit reconnaître l'indépendance de la Valachie.
L'Olténie fait désormais partie de la Valachie et garde son statut de « banat » (plus exactement, de « banat de Craiova ») mais le Ban de Craiova est désormais nommé par le voïvode de Valachie et fait partie de plein-droit du sfat domnesc (conseil princier) de cette principauté.
Du traité de Passarowitz (1718) à celui de Belgrade (1739), l'Olténie a fait partie de la monarchie des Habsbourg. Le reste du temps, son histoire est celle de la Valachie.